# Cyclosa alba
Cyclosa alba là một loài nhện trong họ Araneidae.
Loài này thuộc chi Cyclosa. Cyclosa alba được miêu tả năm 1992 bởi Tanikawa.